# 詹姆士·庫克的第二次探險

詹姆士·庫克第二次探險的路線

詹姆士·庫克的第二次探險是指在1772年至1775年期間，是指由英國政府根據王家學會的建議而組織的海上探險隊。這次探險按照王家學會的指導進行航行，其目標是盡可能向南航行並環遊世界，以便確定在遙遠的南方是否存在任何巨大的南方大陸。在其第一次探險中，詹姆士·庫克透過繞行紐西蘭的方式，證明紐西蘭與南方的任何大陸並不相連。儘管詹姆士·庫克幾乎已經繪製出整個澳洲東海岸的地圖，但當時人們仍然相信南方大陸應該位於更遙遠的南方。其中，亞歷山大·達爾林普爾和王家學會其他成員便相信巨大的南方大陸一定是真實存在的。
在第二次探險中，詹姆士·庫克指揮英國皇家海軍的決心號和冒險號兩艘船。儘管由於植物學家約瑟夫·班克斯的無理要求而造成出航延誤，決心號和探險號兩艘船仍為這次探險航行完成改裝準備，並於1772年7月出發前往南極地區。1773年1月17日，決心號成為第一艘進入南極圈以南的船隻，其後船員們又在探險期間兩度進入南極圈。探險號在1774年2月3日最後一次（第三次）橫越南極圈，並且船隻最南抵達南緯71°10'、西經106°54'處。同時間，詹姆士·庫克還橫跨太平洋，進行一系列廣泛的探險調查。最終其藉由抵達大多數曾被視為是南方大陸的地點，證明溫帶地區並不存在南方大陸。
在航行過程中，詹姆士·庫克造訪復活節島、馬克薩斯群島、大溪地、社會群島、紐埃島、東加群島、新赫布里底群島、新喀里多尼亞、諾福克島、帕莫斯頓島、南三明治群島和南喬治亞島等地點，其中許多首次造訪的島嶼都是庫克在探險過程中命名的。詹姆士·庫克證明未知的南方大陸是一個神話，不過其並沒有否認存在更小、被冰層覆蓋的南方大陸，並預言南極洲隱藏在海冰後面。在這次航行中，威廉·威爾斯使用拉庫姆·肯德爾K1航海鐘計算經度。威爾斯還編寫一本航海日誌，記錄不同地點及氣候狀況、各種儀器的使用測試，並對航行期間遇到的人物有著大量的觀察。

## 延伸閱讀
- Cook, James; Furneaux, Tobias.  2nd. London: W. Strahan and T. Cadell. 1777. Volume 1, Volume 2
- Edwards, Philip (编). . London: Penguin Books. 2003. ISBN 0-14-043647-2. Prepared from the original manuscripts by J. C. Beaglehole 1955–67
- Forster, Georg (编). . Wiley-VCH. 1986. ISBN 978-3-05-000180-7. Published first 1777 as: A Voyage round the World in His Britannic Majesty's Sloop Resolution, Commanded by Capt. James Cook, during the Years, 1772, 3, 4, and 5
- Richardson, Brian. . University of British Columbia Press. 2005. ISBN 0-7748-1190-0.
- Thomas, Nicholas. . New York: Walker & Co. 2003. ISBN 0-8027-1412-9.
- Villiers, Alan. . Quadrant. Summer 1956–57, 1 (1): 7–16.
- Villiers, Alan John. . Newport Beach, CA: Books on Tape. 1983 [1903].

## 外部連結
- Captain Cook Society Archive.today的存檔，存档日期2012-12-04
- Cook's Second Voyage （页面存档备份，存于）